# Ministère de l'Éducation (Yémen)
Pour les autres articles nationaux ou selon les autres juridictions, voir Ministère de l'Éducation.
Le ministère de l'Éducation (arabe : وزارة التربية والتعليم) est le département ministériel du gouvernement yéménite chargé de veiller au bon fonctionnement du système éducatif du pays.

## Liste des ministres
| Début            | Fin      | Ministre                    | Gouvernement |
| ---------------- | -------- | --------------------------- | --- |
| 17 décembre 2020 | En poste | Tareq Salem al-Abkari       | Gouvernement Maïn Abdelmalek Saïd (2)                                                                                           |
| 2014             | 2020     | Abdulatef Hussein al-Hakimi | Gouvernement Khaled Bahah (1) Gouvernement Khaled Bahah (2) Gouvernement Ahmed ben Dagher Gouvernement Maïn Abdelmalek Saïd (1) |

## Annexe